# تلسکوپ ولتر
تلسکوپ ولتر (انگلیسی: Wolter telescope) یک تلسکوپ پرتو ایکس است که از یک آرایش آینه‌ای که توسط فیزیکدان آلمانی هانس ولتر در سال ۱۹۵۲ پیشنهاد شده استفاده می‌کند.

## مشکلات با طراحی‌های معمولی تلسکوپ
طراحی‌های معمولی تلسکوپ برای بازتاب یا شکست نور روشی دارند که این روش برای پرتو ایکس به خوبی کار نمی‌کند. سیستم‌های نوری نور مرئی از عدسی‌ها یا آینه‌هایی استفاده می‌کنند که برای وقوع تقریباً معمولی در یک راستا قرار دارند - یعنی امواج نور تقریباً عمود بر سطح بازتاب یا شکست حرکت می‌کنند. تلسکوپ‌های آینه‌ای معمولی با پرتو ایکس ضعیف عمل می‌کنند، زیرا پرتوهای ایکسی که تقریباً عمود بر سطوح آینه‌ها برخورد می‌کنند می‌توانند منتقل شوند یا جذب شوند - ولی منعکس نمی‌شوند.
عدسی‌های نور مرئی از مواد شفافی با ضریب شکست به‌طور قابل ملاحظه‌ای متفاوت از ۱ ساخته می‌شوند، اما همهٔ مواد شناخته‌شدهٔ شفاف با پرتو ایکس، ضریب شکستی اساساً برابر با ۱ دارند،  بنابراین به عنوان عدسی‌های پرتو ایکس کاربردی نیستند.